# 機場第三航廈駅
機場第三航廈駅（きじょうだいさんこうかえき、くうこうだい3ターミナルえき）は台湾桃園市大園区に開業予定の桃園機場捷運（桃園捷運機場線）の駅。駅番号は(A14)。

## 概要
桃園国際空港に整備中の第3ターミナルの最寄りとなる空港駅。台北車站駅からの直達車（急行）は当面機場第二航廈駅までの運行だが、第3ターミナル供用後は当駅まで延長運行される。駅両側に渡り線を設けており、通し運転の列車と折り返し列車を別々に発着できる。

## 利用可能な鉄道路線

### 建設中の鉄道路線
- 桃園捷運
  - ■機場線（桃園機場捷運）

## 駅構造
ホームは地下2階にある。相対式ホーム2面2線の間に島式ホーム2面2線を挟み込んだ形をとる4面4線の地下駅。フルスクリーンタイプのホームドア設置駅。出口は1つある。

### のりば
| 地階                           | 出入口                                                 | 出入口                                 |
| 地下1階                        | コンコース階                                           | コンコース                             |
| 地下1階                        | コンコース階                                           | 案内所、自動券売機、自動改札機、トイレ |
| 地下2階                        |                                                        |                                        |
|                                |                                                        |                                        |
| 相対式ホーム、右側のドアが開く |                                                        |                                        |
| 1番線                          | ←■機場線 高鉄桃園站・環北方面（機場旅館駅）            |                                        |
| 2番線                          | ←■機場線 高鉄桃園站・環北方面（機場旅館駅）            |                                        |
| 島式ホーム                     |                                                        |                                        |
| 3番線                          | →■機場線 新北産業園区・台北車站方面（機場第二航廈駅）→ |                                        |
| 4番線                          | →■機場線 新北産業園区・台北車站方面（機場第二航廈駅）→ |                                        |
| 相対式ホーム、右側のドアが開く |                                                        |                                        |

### 駅出口
- 出口1：台湾桃園国際空港第3ターミナル（建設中）

## 利用状況
- 開業後は悠遊卡・一卡通はじめ各種IC交通カード・電子マネーが利用可。

## 駅周辺
- 第3ターミナル（建設中）
- 桃園国際空港第3ターミナル駐車場（建設中）
- 桃園国際空港スカイトレイン（建設中）
- 航空科学館（新館建設中）

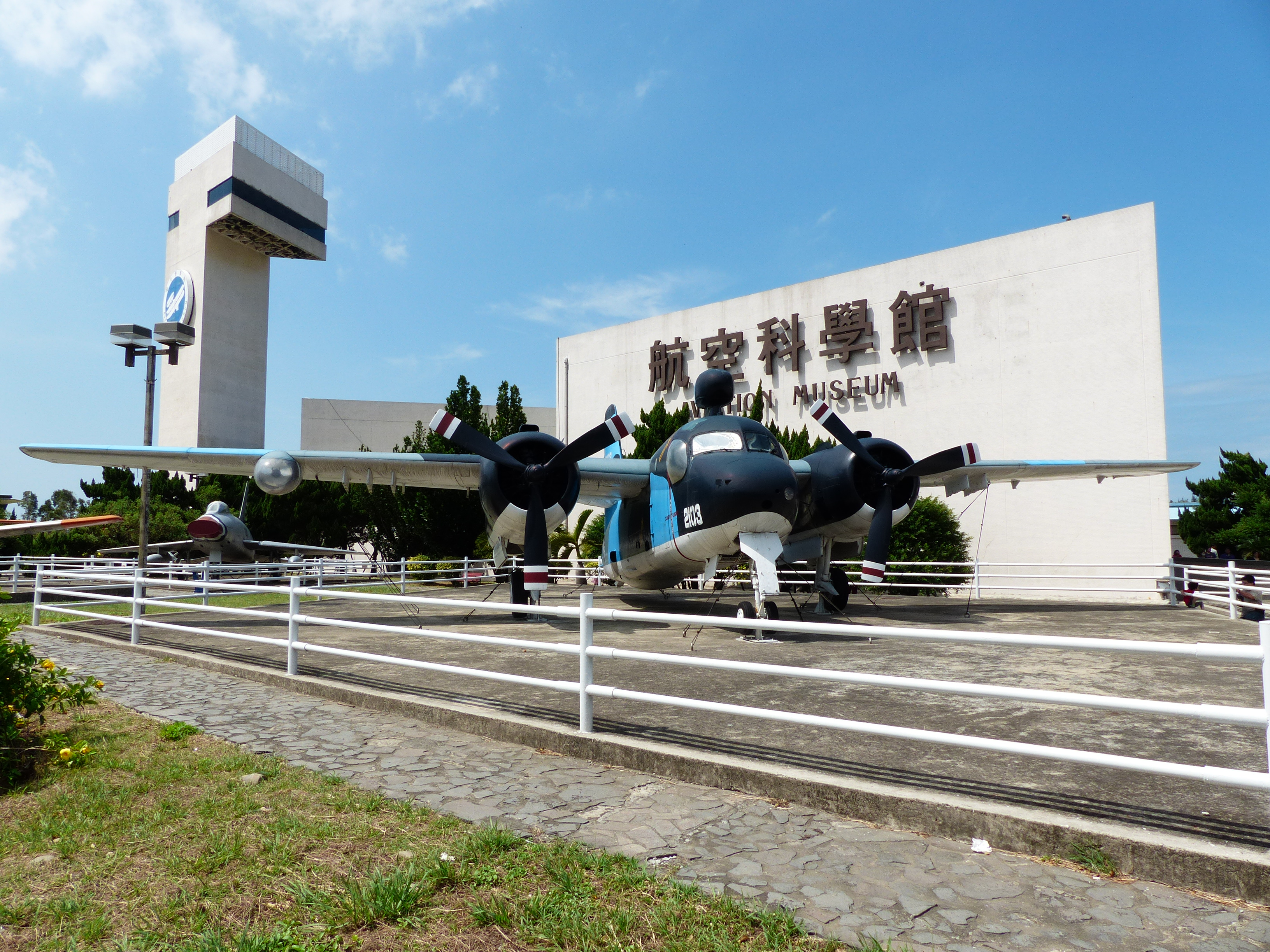
航空科学館

## 歴史
- 2017年3月2日 - 機場線台北車站駅 - 環北駅間が正式開業。二重、輔大医院と当駅は除く。

### 予定
- 2024年 - 2025年 - 機場第二航廈駅と機場旅館駅の間に当駅開業予定。

## 隣の駅
桃園捷運
機場線（桃園機場捷運）
■環北行直達車
機場第二航廈駅 (A13) - 機場第三航廈駅 (A14) - 高鉄桃園站駅 (A18)
■直達車
機場第二航廈駅 (A13) - 機場第三航廈駅 (A14)
■普通車
機場第二航廈駅 (A13) - 機場第三航廈駅 (A14) - 機場旅館駅 (A14a)